# Bonian
Bonian is een bestuurslaag in het regentschap Dairi van de provincie Noord-Sumatra, Indonesië. Bonian telt 817 inwoners (volkstelling 2010).